# Американский лев
Американский лев (лат. Panthera leo atrox) — вымерший подвид льва (Panthera leo), живший на американском континенте в позднем плейстоцене. Состоял в близком родстве с также вымершим пещерным львом (Panthera leo spelaea).

## Внешний вид
Американский лев относился наравне с мосбахским львом (Panthera leo fossilis) к самым крупным подвидам льва и по размерам превосходил современных представителей этого вида примерно на 25 %, достигая длины тела около 3,7 м с хвостом. Вес взрослого самца достигал 400 кг. Это самая крупная кошка за всю историю, только смилодон популятор (Smilodon populator) и Panthera tigris acutidens могли сравниться по размеру с ним. По всей вероятности, американский лев произошёл от пещерного льва (Panthera leo spelaea), который во время одного из оледенений проник в Аляску по Берингову мосту. Предположительно, американский лев имел как и сегодняшние львы одноцветную окраску шерсти. Достоверно неизвестно, имел ли он такую же внушительную гриву, как большинство современных львов, однако наскальные рисунки в Евразии, на которых изображён его близкий родственник пещерный лев, всегда изображают его без гривы. Хотя возможно, что на них запечатлены самки, учёные считают вероятным, что самцы также не имели либо имели слабо выраженную гриву. Из современных животных морфологически наиболее близок к лигру — гибриду льва и тигрицы.

## Распространение
Американский лев был распространён не только в Северной, но и в северных частях Южной Америки. Его ископаемые остатки были найдены от Аляски до Перу. Большое количество ископаемых остатков было найдено в знаменитых смоляных ямах близ Лос-Анджелеса (на ранчо Ла-Брея). Около 10 тысяч лет назад американский лев вымер вместе с другими представителями мегафауны Нового света.

## Питание и конкуренты

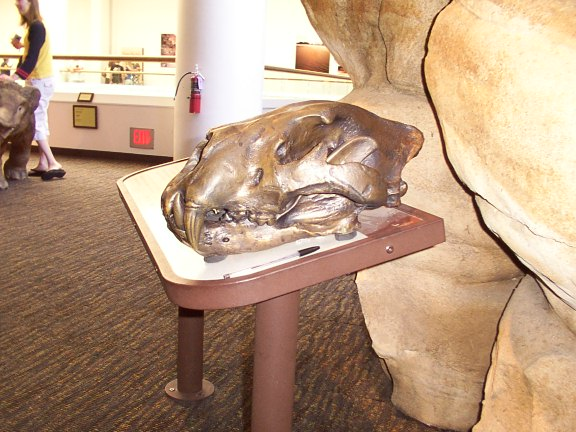
Окаменелый череп американского льва

К современникам американского льва относились многие вымершие виды зверей, и круг его добычи был намного шире, чем это было бы сегодня. Взрослые шерстистые мамонты (Mammuthus primigenius), мамонты Колумба (Mammuthus columbi) и мастодонты были несомненно слишком велики, однако вполне вероятно, что их детёныши время от времени попадались американскому льву в добычу. К животным, которые могли быть его основной добычей, относятся, помимо живущих поныне бизонов и вапити, прежде всего вымершие западные лошади, западные верблюды (Camelops) и кустарниковые быки (Euceratherium). Есть косвенные доказательства способности американского льва убивать крупных диких быков: в сохранившейся туше степного бизона, датированной периодом около 35 000 лет назад и найденной на Аляске, был обнаружен кусочек львиного зуба. Кроме того, на шкуре животного были найдены царапины, которые могли произойти только от большой кошки. У пасти были найдены классические отпечатки смертельного укуса, который применяют многие большие кошки при нападении на крупных животных.
В период оледенения помимо американского льва в Америке существовали другие крупные хищники, которые также вымерли. Они были сильными соперниками, и американскому льву приходилось защищать свою добычу от саблезубых кошек (Machairodontinae), гигантских короткомордых медведей (Arctodus simus) и ужасных волков (Aenocyon dirus). Поэтому предполагается, что американский лев, как и сегодняшние львы, жил в группах. Однако, против этого предположения говорят находки в Ранчо Ла-Бреа. Ископаемые остатки свидетельствуют о сбалансированном соотношении полов, которое не встречается у современных львов, живущих в группах.
В настоящее время в рамках американской части проекта Плейстоценовый парк существуют планы акклиматизации в заповедниках США азиатского льва, призванного заменить вымершего Leo atrox.